# 킹피셔 (맥주)

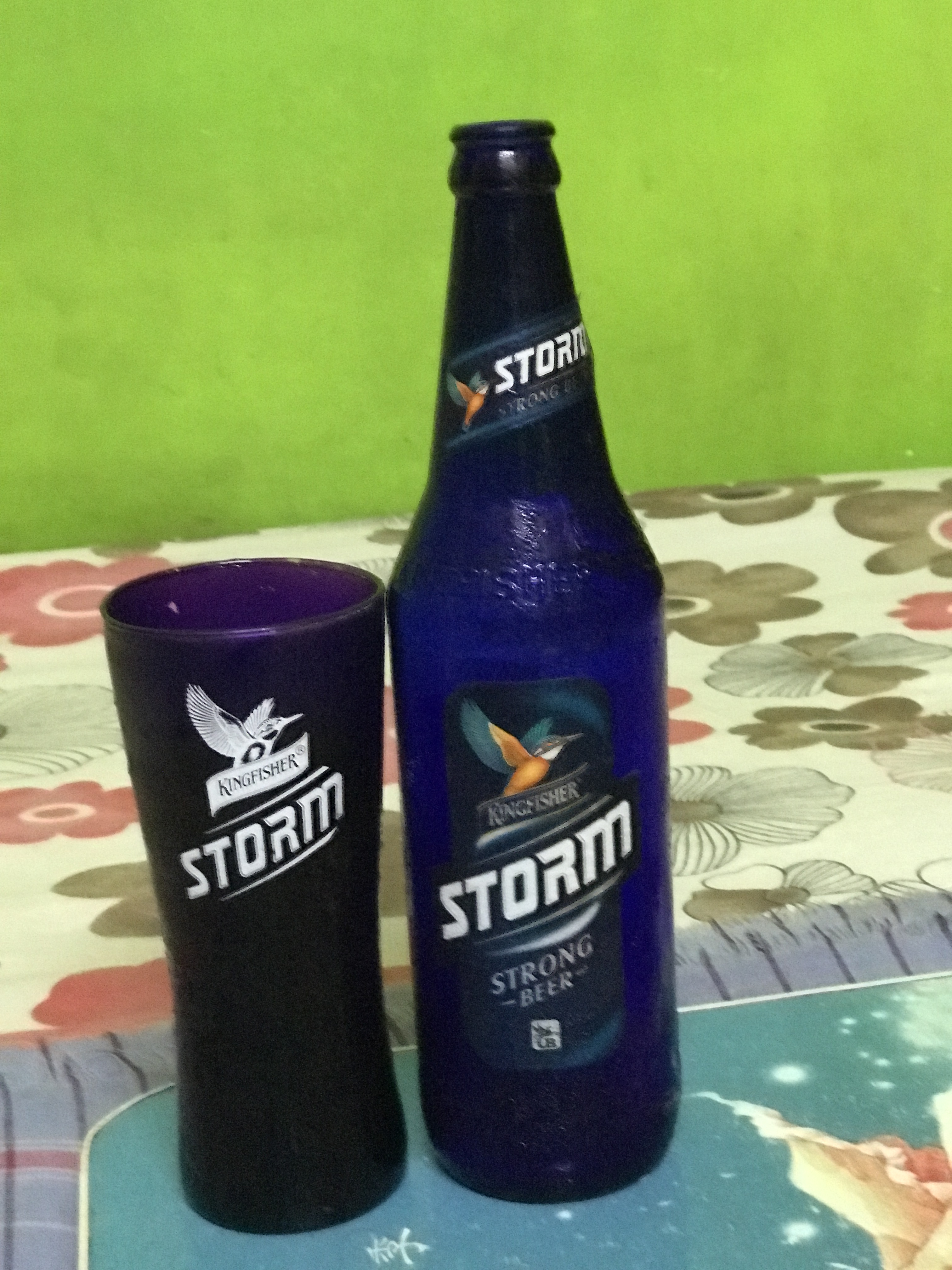

킹피셔(영어: Kingfisher)는 유나이티드 브루어리스 그룹이 제조하는 인도의 맥주 브랜드이다. 1978년에 생산이 시작되었다. 인도의 맥주 시장 점유율 중 킹피셔는 전체의 3분의 1이상인 36%이며 인도 국내에서 가장 점유율이 높은 맥주로, 인도 국내는 물론 다른 52개국에서 판매되고 있다.

## 같이 보기
- 킹피셔 항공